# The Jackson 5

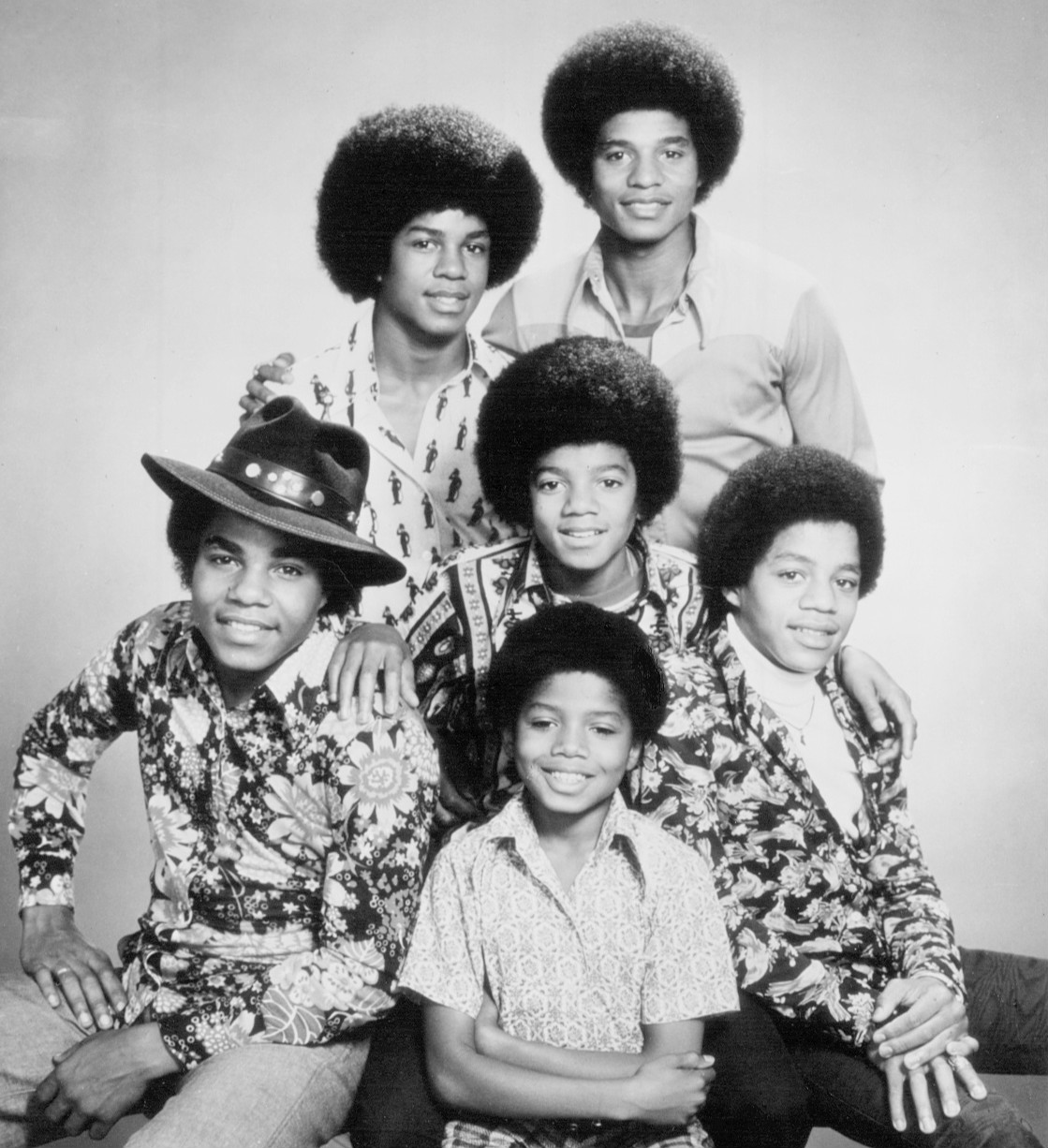
The Jackson 5 (1974)

The Jackson 5, później jako The Jacksons – amerykańska grupa soulowo-funkowo-popowa.
Oficjalnie powstała w 1969 i była aktywna do końca lat 80. XX wieku. Jacksonowie, zanim stali się członkami zespołu, występowali na lokalnych koncertach i w klubach. W skład zespołu wchodziło pięciu braci Jacksonów: Jermaine (zastąpiony później przez Randiego), Marlon, Jackie, Tito oraz najsłynniejszy i najmłodszy z nich (miał zaledwie 11 lat, kiedy pojawił się pierwszy singel, „I Want You Back”) – Michael. Z grupą występowały w chórkach także dwie siostry Jacksonów – Janet i La Toya. Grupa stała się jedną z najpopularniejszych i najlepiej zarabiających formacji, przynosząc krociowe zyski wytwórni Motown. W 1977 zespół zmienił nazwę na The Jacksons, na skutek odejścia z tej wytwórni. Grupa była założona i kierowana przez ojca muzyków – Joego Jacksona.
Jackson 5 początkowo naśladowała wcześniejszą podobną grupę Frankie Lymon and Teenagers, lecz wkrótce wypracowała swoje własne brzmienie i wizerunek sceniczny. Muzyka grupy – bardzo rytmiczna, zawierająca łatwe i wpadające w ucho melodie, rozbudowane instrumentarium, była zawsze perfekcyjnie wykonywana. W czasie występów na żywo i przed kamerami muzycy zachwycali radosną energią i perfekcyjnie wykonywanymi układami tanecznymi.
W 1997 grupa została wprowadzona do Rock and Roll Hall of Fame.

## Muzycy

### Obecni[3]członkowie
- Jackie Jackson – śpiew (1964–1989, 2001, 2009, od 2012[3])
- Jermaine Jackson – gitara, śpiew (1964–1975, 1983–1989, 2001, 2009, od 2012[3])
- Marlon Jackson – śpiew (1964–1984, 2001, 2009, od 2012[3])

### Byli członkowie
- Michael Jackson – śpiew (1964–1984, 2001)
- Randy Jackson – perkusja, keyboard, śpiew (1976–1989, 2001)
- Tito Jackson - gitara (1964-1984, 2001, 2012-2024)

## Dyskografia

### Jako The Jackson 5
- 1969: Diana Ross Presents the Jackson 5
- 1970: ABC
- 1970: Third Album
- 1970: Christmas Album
- 1971: Maybe Tomorrow
- 1971: Goin’ Back to Indiana
- 1972: Lookin’ Through the Windows
- 1973: Skywriter
- 1973: G.I.T.: Get It Together
- 1973: In Japan!
- 1974: Dancing Machine
- 1975: Moving Violation

### Jako The Jacksons
- 1976: The Jacksons
- 1977: Goin’ Places
- 1978: Destiny
- 1980: Triumph
- 1981: Live!
- 1984: Victory
- 1989: 2300 Jackson Street